# 張済 (後漢の武将)
張 済（ちょう さい / ちょう せい、? - 196年）は、中国後漢末期の武将。涼州武威郡祖厲県（現在の甘粛省武威市靖遠県）の人。妹は張姜子。張繡の季父。

## 生涯
董卓配下の家臣。192年正月、牛輔は李傕・郭汜・張済を派遣し中牟で朱儁を破らせ、兗州陳留郡・豫州潁川郡の諸県を攻略させて、略奪・殺戮・誘拐を行なわせた。
同年4月、董卓が王允らによって暗殺されると、李傕らと共にその復讐に立ち上がり、6月に李傕・郭汜・樊稠・王方・李蒙と共に長安に攻め上って王允を殺害した。さらに献帝を脅して迫り、鎮東将軍となった上で弘農に駐屯した。後に驃騎将軍・平陽侯に遷った。
後に、李傕・郭汜が献帝を巡って長安で覇権争いを始めた際、弘農から兵を率いて長安に入り2人を和睦させ、献帝を弘農に移そうと長安から連れ出した。道中、郭汜は心変わりし献帝を郿に連れ去ろうとしたが、楊奉に撃退された。楊奉・董承らが献帝を洛陽に連れて行こうとしたので、楊奉らと仲違いした張済は李傕・郭汜と共に、楊奉ら官軍を攻撃し撃破した。だが献帝の命令により、李傕らは楊奉らと和睦を結んで追撃を中止した。献帝を手放した李傕・郭汜・張済は次第に求心力を失い、勢力が衰退したという。
その後、張済は食料が欠乏したので、荊州北部で略奪を働いたが、穣県を攻撃した時に戦死した。彼の死後は、甥の張繡が後を継いだ。

## 妻について
妻は名が不詳。張繡の投降後、曹操の側室となった。これに張繡は激怒し、曹操に対し憎しみさえ抱いている。張繡の遺恨を知った曹操は張繡謀殺を諮ったが、その動きを察知した張繡は、先手を打って曹操を奇襲し、両者は再び対立することになった。